# Changzhi
Changzhi (chinesisch 長治市 / 长治市, Pinyin Chángzhì Shì) ist eine bezirksfreie Stadt im Südwesten der chinesischen Provinz Shanxi. Sie verwaltet ein Territorium von 13.977 Quadratkilometern und hat 3.180.884 Einwohner (Stand: Zensus 2020).
Die Bevölkerungszählung des Jahres 2000 hatte eine Gesamtbevölkerung von 3.138.991 Personen in 817.897 Haushalten ergeben, davon 1.621.512 Männer und 1.517.479 Frauen. Die gleiche Bevölkerungszählung ergab, dass 777.349 Personen unter 14 Jahren, 2.181.299 Personen zwischen 15 und 64 Jahren und 180.343 Personen über 65 Jahren in Changzhi lebten.
Die Bevölkerungszählung des Jahres 2000 hatte eine Gesamtbevölkerung von 3.334.565 Personen ergeben.

## Administrative Gliederung
Die bezirksfreie Stadt Changzhi setzt sich auf Kreisebene per 2018 aus vier Stadtbezirken, acht Kreisen und einem Industriegebiet zusammen. Diese sind:
- Stadtbezirke Luzhou (潞州区), Shangdang (上党区), Tunliu (屯留区), Lucheng (潞城区)
- Kreise Xiangyuan (襄垣县), Pingshun (平顺县), Licheng (黎城县), Huguan (壶关县), Zhangzi (长子县), Wuxiang (武乡县), Qin (沁县), Qinyuan (沁源县)
- High-Tech-Industriegebiet Shanxi Changzhi (山西长治高新技术产业园区)[3]

## Persönlichkeiten
- Francis Joseph Cui Qingqi (* 1964), Ordensgeistlicher und römisch-katholischer Bischof von Hankou
- Matthew Zhen Xuebin (* 1970), Geistlicher